# Слєпаков Семен Сергійович
Семен Сергійович Слєпаков (нар. 23 серпня 1979) — російський продюсер, сценарист, комедійний актор, бард. У минулому — капітан команди КВК «Збірна П'ятигорська». Продюсер і головний автор шоу «Наша Russia», резидент «Comedy Club», продюсер і сценарист комедійних серіалів «Інтерни» і «Універ».
Фігурант бази даних сайту «Миротворець».

## Життєпис
Народився 23 серпня 1979 року у П'ятигорську.
- З 2000 по 2006 роки — капітан команди КВК «Збірна П'ятигорська», чемпіон Вищої ліги КВК 2004. З 2004 року проживає в Москві.
- 2006 — спільно з Гаріком Мартіросяном і продюсером Александром Дулерайном придумав і реалізував проект «Наша Russia».
- 2008 — став одним з продюсерів і сценаристом серіалу «Універ».
- 2010 — став одним з продюсерів і сценаристом фільму «Наша Russia. Яйця долі» и серіалу «Інтерни».
- З 2010 року резидент «Comedy Club», у якому представляє свої пісні

## Дискографія
- 2005 — перший музичний альбом
- 2010 — як бард-«десятник» почав представляти свої пісні в шоу «Comedy Club»
- 2012 — записав другий альбом

## Особисте життя
Одружений 12 вересня 2012 року, дружина: Карина, юрист.

### Сім'я
- Двоюрідний дід — Яків Аронович Костюковський, радянський сценарист і драматург[2]
- Володимир Семенович Слепаков (дядько), бізнесмен з Ростова-на-Дону,
- Олександр Семенович Слепаков (дядько) — письменник, бард, поет.
- Двоюрідний брат — Олександр Володимирович Слєпаков (1993 — 2.12.2011), був збитий машиною і загинув. Водій втік з місця злочину.